# Planta baixa
Planta baixa és un magazín informatiu d'actualitat de TV3 que va començar a emetre el setembre del 2019.
En una primera etapa, fins al juliol de 2022, va emetre's els dies feiners de les 11.00 h a les 14.00 h, amb la presentació de Ricard Ustrell i coodirigit pel mateix Ustrell i per Xavi Rossinyol. La Manchester és la productora del programa. El programa va ser líder en la seva franja des del tercer mes de l'emissió.
Planta baixa és un magazín d'actualitat social i política, amb reporters al carrer i diverses connexions, que va decidir prescindir de tertúlies polítiques i comptar amb públic al plató. El programa va fer gala de comptar amb un equip de periodistes joves, i amb perfils que no havien participat en programes de TV3 fins llavors. El programa va seguir l'actualitat social amb temes propis, testimonis inèdits, històries personals i reportatges de denúncia.
La primera etapa va comptar amb la col·laboració de Carles Francino, Manuela Carmena, Antoni Bassas, Anna Pacheco i Jordi Graupera.
El setembre de 2022 el programa va estrenar un nou format i horari, sota la presentació d'Agnès Marquès a la franja de les tardes. Marquès va assumir la codirecció amb Maiol Roger Homs.
El juny de 2024 es va anunciar la cancel·lació del programa després de cinc temporades a causa de la caiguda en audiència.

## Controvèrsies
Durant la segona etapa del programa, hi ha hagut moltes polèmiques en diferents qüestions:
El 12 de gener de 2023, durant en un moment del programa, va sonar la cançó mexicana Rata de dos patas, mentre apareixia una imatge de l'expresident de la Generalitat Carles Puigdemont. Després de la publicitat, Agnès Marquès va mencionar que això que va passar va ser "una fatal coincidència" i més tard també van demanar disculpes al Twitter del programa. Però, no semblava suficient, el programa es va emportar dures crítiques d'una bona part de l'audiència i el 27 de gener, els tècnics del programa van ser apartats per aquesta polèmica.
El 13 de febrer de 2023, la presentadora Agnès Marquès va entrevistar al periodista Luis del Olmo en castellà, tot i que el periodista ja va ser entrevistat fa 12 anys als Matins en català. Això va provocar dures crítiques d'una part de l'audiència i a diferència de les altres dues vegades, el programa no es va disculpar per haver fet aquesta "castellenització" en un programa de TV3.
El 7 de març de 2023, dies després de la polèmica amb Puigdemont, el programa va entrar en una nova polèmica pel fet que va sonar la cançó Supermercat, mentre parlaven d'una violació en grup al Centre Comercial Màgic de Badalona. Això va provocar dures crítiques d'una bona part de l'audiència i una vegada més, el 8 de març pel Twitter, el programa va demanar disculpes i van declarar que la cançó va sonar en un moment "totalment desafortunat".
El 23 de març de 2023, la presentadora del programa Agnès Marquès va mencionar les dues polèmiques de les cançons del programa en un programa de l'APM, i va dir que "s'utilitzarien a partir d'ara, músiques clàssiques abans de la publicitat per poder evitar polèmiques".
El 18 d'abril de 2023, durant en un moment del programa, es va veure una imatge de l'escut del FC Barcelona amb el símbol nazi en lloc de l'habitual Creu de Sant Jordi. Mentre es mostrava la imatge, diversos presentadors del programa van riure de la imatge. Un altre cop més, això va provocar dures crítiques d'una part de l'audiència i dels aficionats del club blaugrana. El programa no va demanar disculpes per aquest acte, i per això hi va haver més crítiques per no haver demanat disculpes.